# Kanton Solothurn
Koordinaten: 47° 13′ N, 7° 33′ O; CH1903: 607830 / 229902
Solothurn (solothurnerdeutsch Soledurn, französisch Soleure, italienisch Soletta, rätoromanisch Soloturnⓘ) ist ein Kanton in der Schweiz. Er zählt aufgrund seiner Gliederung teilweise zur Grossregion Espace Mittelland und teilweise zur Nordwestschweiz. Der Hauptort ist die gleichnamige Stadt Solothurn, der bevölkerungsreichste Ort hingegen Olten, dann folgt Grenchen.

## Geographie

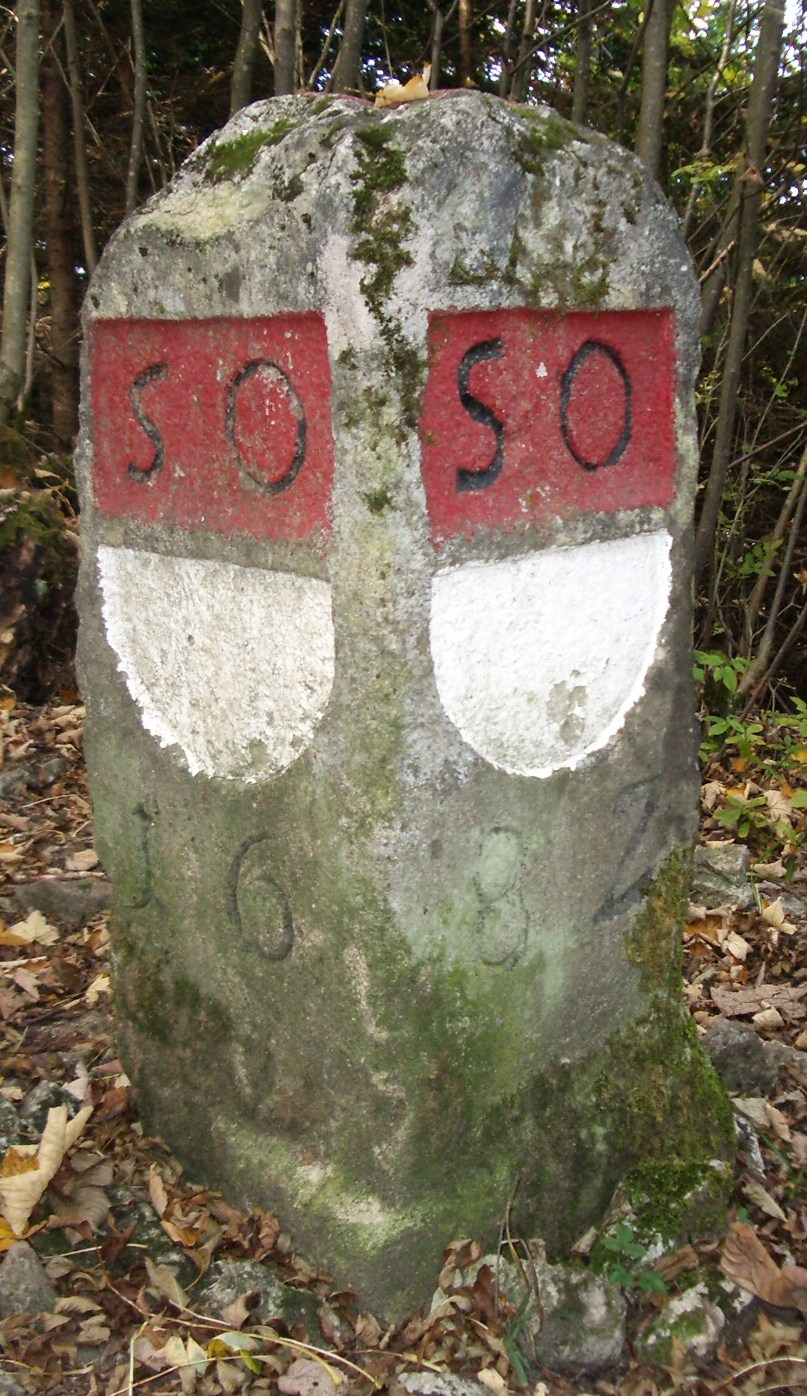
Grenzstein auf der Geissflue

Solothurn liegt im Mittelland und Jura zwischen den Kantonen Bern, Basel-Landschaft, Aargau und Jura und dem Elsass. Ausläufer des Kantonsgebiets reichen bis Dornach nahe Basel, weit ins Berner Gebiet hinein, gehen östlich bis fast nach Aarau. Die Exklaven Kleinlützel und Rodersdorf/Hofstetten-Flüh/Metzerlen-Mariastein/Bättwil grenzen an Frankreich (Elsass), die Exklave Steinhof wird vom Kanton Bern umschlossen. Kienberg im Nordosten ist hingegen keine Exklave.
Der höchste Punkt im Kanton ist mit 1445 m die Hasenmatt, eine Stelle auf dem Jurakamm bei Selzach. Die Dünnern ist das einzige grössere Gewässer mit Quellgebiet im Solothurner Jura. Durchströmt wird der Kanton von Aare, Emme und Birs.

## Bevölkerung
Die Einwohner des Kantons werden Solothurner genannt. Am 31. Dezember 2023 betrug die Einwohnerzahl des Kantons Solothurn 286'844. Die Bevölkerungsdichte liegt mit 363 Einwohnern pro Quadratkilometer über dem Schweizer Durchschnitt (217 Einwohner pro Quadratkilometer). Der Ausländeranteil (gemeldete Einwohner ohne Schweizer Bürgerrecht) bezifferte sich am 31. Dezember 2023 auf 25,0 Prozent, während landesweit 27,0 Prozent Ausländer registriert waren.

### Bevölkerungsentwicklung
| Jahr | Einwohner |
| ---- | --------- |
| 1850 | 069'674   |
| 1900 | 100'762   |
| 1950 | 170'508   |
| 2000 | 246'121   |
| 2008 | 254'444   |
| 2010 | 256'888   |
| 2012 | 259'836   |
| 2013 | 261'437   |
| 2022 | 282'408   |

Die Entwicklung der Bevölkerung zeigt quantitativ sowohl in der Langphase von 1850 bis 2000 wie auch in der Kurzphase von 2000 bis heute ein exponentielles, d. h. immer wieder stärker beschleunigtes Bevölkerungswachstum.
Von den grösseren Städten ist Solothurn seit dem Jahr 2000 bevölkerungsmässig am stärksten gewachsen. Olten folgt an zweiter Stelle, Grenchen an dritter Stelle, wobei nahezu die Hälfte von dessen Bevölkerungswachstum vom Jahr 2012 auf das Jahr 2013 erfolgt ist.

### Sprachen
Amtssprache im Kanton Solothurn ist Deutsch. Als Alltagssprache dominieren die Solothurner Dialekte.
2012 gaben 89,9 Prozent der Bevölkerung Deutsch, 4,4 Prozent Italienisch und 2,6 Prozent Französisch als Hauptsprache an. Angaben zu der anderen Schweizer Amtssprache Rätoromanisch wurden nicht gemacht. Englisch gaben 2,5 Prozent als Hauptsprache an.
Kinder lernen ab dem dritten Schuljahr Französisch, ab dem fünften wird Englisch unterrichtet.

### Konfessionsstatistik
Mit Stand Dezember 2022 ist die Mehrheit der Einwohner mit 54,6 % konfessionslos oder hat eine sonstige Religion. Zirka ein Viertel – 27,2 % der Einwohner – war Mitglied der römisch-katholischen Kirche, 17,8 % der Einwohner war Mitglied der evangelisch-reformierte Kirche. Die Christkatholische Kirche verzeichnete 1'114 Mitglieder (0,4 %).
Mit Stand 2019 hatte die katholische Kirche 84'374 Mitglieder (30,5 %), die evangelisch-reformierte Kirche 55'829 Mitglieder (20,2 %), die Christkatholische Kirche verzeichnete 1'198 Mitglieder (0,4 %), und 48,9 % waren konfessionslos oder hatten eine sonstige Religion.
Der Kanton Solothurn ist ein traditionell römisch-katholisch geprägter Kanton. Eine Ausnahme stellt der Bezirk Bucheggberg dar, welcher durch den Einfluss Berns evangelisch-reformiert wurde.
Von den drei im Kanton Solothurn anerkannten Konfessionen abgesehen, liegen seit der letzten Volkszählung im Jahr 2000 für die Gesamtbevölkerung des Kantons keine genauen Mitgliederzahlen zu den verschiedenen Religionsgemeinschaften mehr vor. Das Bundesamt für Statistik führt jedoch Stichprobenerhebungen durch, bei welchen auch andere Religionsgemeinschaften im Kanton erfasst werden.
Bei der Stichprobenerhebung von 2020 gaben 5,2 % der Befragten ab 15 Jahren im Kanton Solothurn an, einer weiteren (staatlich nicht anerkannten) christlichen Konfession anzugehören. Weitere 9,1 % bekannten sich zu anderen Religionen: 7,6 % waren muslimischen Glaubens, 0,1 % jüdischer Religion, und weitere 1,4 % hatten eine andere Religion.
Die katholischen Pfarreien des Kantons Solothurn gehören zum Bistum Basel (mit Sitz in Solothurn) und sind zusammen mit den Pfarreien der Kantone Bern und Jura Teil der Bistumsregion St. Verena (Sitz des Bischofsvikariats in Biel). Parallel zur kirchlichen Organisation bestehen im Kanton Solothurn – wie in den meisten anderen Schweizer Kantonen – mit der Römisch-Katholischen Synode des Kantons Solothurn (auf kantonaler Ebene) und den Kirchgemeinden (auf Ebene der Pfarreien) staatskirchenrechtliche Organe (Körperschaften des öffentlichen Rechts), welche die Kirchensteuern erheben und die finanziellen Mittel zur Wahrnehmung der kirchlichen Aufgaben zur Verfügung stellen.
Die Organisationsform der evangelisch-reformierten Kirche im Kanton Solothurn ist einmalig in der ganzen Schweiz. Während in den meisten Kantonen sämtliche Kirchgemeinden in einer Landeskirche zusammengefasst sind, bestehen auf Solothurner Boden deren zwei. Die Evangelisch-Reformierte Kirche im Kanton Solothurn erstreckt sich über den nördlichen und östlichen Kantonsteil, der Südteil des Kantons gehört demgegenüber zu den Reformierten Kirchen Bern-Jura-Solothurn. Sowohl die beiden Landeskirchen als auch die einzelnen Kirchgemeinden sind Körperschaften des öffentlichen Rechts.

### Grösste Einwohnergemeinden
Nachfolgend aufgelistet sind Gemeinden mit mehr als 5000 Einwohnern per 31. Dezember 2023:
| Politische Gemeinde | Einwohner |
| ------------------- | --------- |
| Olten               | 18'715    |
| Grenchen            | 18'295    |
| Solothurn, Hauptort | 16'855    |
| Zuchwil             | 09452     |
| Biberist            | 09345     |
| Dornach             | 06862     |
| Derendingen         | 07008     |
| Trimbach            | 06667     |
| Oensingen           | 06636     |
| Balsthal            | 06501     |
| Gerlafingen         | 05794     |
| Bellach             | 05453     |
| Wangen bei Olten    | 05539     |
| Hägendorf           | 05277     |
| Dulliken            | 05396     |

Flächenmässig ist mit Ausnahme Grenchens keine der Städte überdurchschnittlich gross. Über die grösste Gemeindefläche verfügt die Solothurner Jura-Gemeinde Mümliswil-Ramiswil.

## Staatsrecht und Politik

### Kantonsverfassung
Die Verfassung des Kantons Solothurn datiert von 1986 (mit seitherigen Änderungen).
Verfassungsänderungen unterliegen zwingend der Volksabstimmung. Gesetzesänderungen seit 1998 nur noch, wenn dies von 1500 Wahlberechtigten oder fünf Einwohnergemeinden verlangt wird; sollte jedoch der Nein-Stimmenanteil zur Vorlage im Kantonsrat mehr als einen Drittel betragen, gilt dennoch die zwingende Volksabstimmung. 3000 Wahlberechtigte können überdies selbst eine Verfassungs- oder Gesetzesänderung oder den Erlass einer neuen Bestimmung vorschlagen (Volksinitiative); ob ein solcher Vorschlag in Kraft gesetzt werden soll, wird an einer Volksabstimmung entschieden. Seit 2005 hat ein Quorum von ebenfalls 3000 Unterschriften zudem das Recht, per Volksabstimmung eine gewünschte Ausgestaltung eines Globalbudgets zu verlangen. 100 Wahlberechtigte ferner können zuhanden des Parlaments eine Motion einreichen (Volksmotion).

### Legislative
- Grüne: 9
- SP: 21
- GLP: 4
- EVP: 1
- Mitte: 20
- FDP: 20
- SVP: 25

Gesetzgebendes Organ (Legislative), das Parlament, ist der Kantonsrat mit 100 Mitgliedern (bis 2005: 144 Mitglieder). Er wird vom Volk auf vier Jahre gewählt. Wahlkreise sind die Amteien (bis 2005: die Bezirke). Das Volk hat das Recht, mittels Volksabstimmung den Kantonsrat vorzeitig abzuberufen; ein dahingehendes Begehren muss von 6000 Wahlberechtigten gestellt werden.
Bei den Wahlen zum Kantonsrat erhielten die Parteien folgende Sitzzahlen:
| Partei | Partei                                           | 2005 | 2009 | 2013 | 2017 | 2021 | 2025 |
| ------ | ------------------------------------------------ | ---- | ---- | ---- | ---- | ---- | ---- |
|        | FDP Kanton Solothurn (FDP)                       | 31   | 27   | 26   | 26   | 22   | 20   |
|        | Schweizerische Volkspartei (SVP)                 | 16   | 18   | 19   | 18   | 21   | 25   |
|        | Sozialdemokratische Partei der Schweiz (SP)      | 25   | 21   | 19   | 23   | 20   | 21   |
|        | Die Mitte Kanton Solothurn (Mitte, bis 2021 CVP) | 23   | 25   | 22   | 20   | 20   | 20   |
|        | Grüne Schweiz (GPS)                              | 04   | 06   | 07   | 07   | 10   | 9    |
|        | Grünliberale Partei (glp) a                      | 0–   | 02   | 04   | 03   | 6    | 4    |
|        | Evangelische Volkspartei (EVP)                   | 01   | 01   | 01   | 01   | 01   | 1    |
|        | Bürgerlich-Demokratische Partei (BDP) b          | 0–   | 0–   | 02   | c 2  | 0–   | 0–   |

### Exekutive
Oberstes vollziehendes bzw. ausführendes Organ (Exekutive) ist der Solothurner Regierungsrat. Dieser umfasst fünf Mitglieder, die vom Volk in einer Majorzwahl auf vier Jahre gewählt werden. Das Präsidium hat der Landammann inne, den der Regierungsrat jährlich aus seiner Mitte wählt. Das Volk hat das Recht, den Regierungsrat mittels Volksabstimmung vorzeitig abzuberufen; ein dahingehendes Begehren muss von 6000 Wahlberechtigten gestellt werden.
Bei den Regierungsratswahlen 2021 wurden in zwei Wahlgängen am 7. März und 25. April folgende Mitglieder für die Legislaturperiode 2021 bis 2025 gewählt:
| Regierungsrat     | Amtsbezeichnung        | Partei    | Departement                        |
| ----------------- | ---------------------- | --------- | ---------------------------------- |
| Sandra Kolly      | Frau Landammann 1      | Die Mitte | Bau- und Justizdepartement         |
| Susanne Schaffner | Frau Vize-Landammann 1 | SP        | Departement des Innern             |
| Remo Ankli        | Regierungsrat          | FDP       | Departement für Bildung und Kultur |
| Brigit Wyss       | Regierungsrätin        | Grüne     | Volkswirtschaftsdepartement        |
| Peter Hodel       | Regierungsrat          | FDP       | Finanzdepartement                  |

Das Amt des Staatsschreibers hat Andreas Eng inne.
Bei den Regierungsratswahlen 2021 waren die beiden bisherigen Regierungsräte – Roland Heim und Roland Fürst – nicht erneut zur Wahl angetreten. Die drei wieder kandidierenden Regierungsrätinnen und Regierungsräte Remo Ankli, Brigit Wyss und Susanne Schaffner wurden bereits am 7. März im ersten Wahlgang gewählt. Im ersten Wahlgang erfolglos kandidiert hatten Sandra Kolly (CVP), Thomas A. Müller (CVP), Peter Hodel (FDP) und Richard Aschberger (SVP). Am 25. April im zweiten Wahlgang wurden Sandra Kolly und Peter Hodel gewählt. Bei den Erneuerungswahlen vom 9. März 2025 erreichte niemand das absolute Mehr, weshalb es am 13. April 2025 zu einem zweiten Wahlgang kommt.

### Judikative
Die Rechtsprechung wird in erster Instanz von den Amtsgerichten und Jugendgerichten beziehungsweise in einfacheren Fällen von deren Präsidenten ausgeübt. Zweite Instanz ist das Obergericht des Kantons Solothurn, das in eine Zivilkammer, eine Strafkammer, eine Schuldbetreibungs- und Konkurskammer sowie eine Beschwerdekammer gegliedert ist. Das Haftgericht ordnet die Untersuchungs- und Sicherheitshaft an und entscheidet über Zwangsmassnahmen.
Den Amtsgerichten sind als schlichtende Vorinstanz in Zivilsachen die auf kommunaler Ebene angesiedelten Friedensrichter vorgeschaltet. Weitere Schlichtungsbehörden sind die kantonale Schlichtungsbehörde für die Gleichstellung von Frau und Mann sowie die für die einzelnen Amteien eingerichteten Schlichtungsbehörden für Miet- und Pachtverhältnisse.
Die Verwaltungsgerichtsbarkeit wird durch das Verwaltungsgericht, das Steuergericht und das Versicherungsgericht (Sozialversicherung) ausgeübt, welche administrativ dem Obergericht angehören. Daneben gibt es Spezialgerichte wie die kantonale Schätzungskommission.

### Stände- und Nationalräte
Im Kanton Solothurn wird die Standesvertretung vom Volk nach dem Majorzwahlverfahren bestimmt. Die beiden Sitze werden derzeit von Pirmin Bischof (Die Mitte) und Franziska Roth (SP) besetzt.
Die Wahl der Nationalräte, in welchen Solothurn mit sechs Sitzen vertreten ist, geschieht nach Bundesrecht.

### Verwaltungsgliederung: Gemeinden, Bezirke und Amteien
Die der lokalen Selbstverwaltung dienenden Körperschaften sind die Einwohnergemeinden (siehe Gemeinden des Kantons Solothurn). Änderungen in ihrem Bestand bedürfen der Zustimmung durch die betroffenen Gemeinden und der Genehmigung durch den Kantonsrat. Ihnen kommt das Recht zu, Steuern auf Einkommen und Vermögen (in Form eines Prozentsatzes der Kantonssteuer) zu erheben. Daneben existieren die Bürgergemeinden, die alle in der Gemeinde Heimatberechtigten umfassen und das Gemeindebürgerrecht erteilen. Sie können Steuern auf das Einkommen und Vermögen erheben.
Zahl und Umfang der Kirchgemeinden werden durch die römisch-katholische, die evangelisch-reformierte und die christkatholische Kirche festgelegt. Sie können ebenfalls Steuern auf das Einkommen und Vermögen erheben.

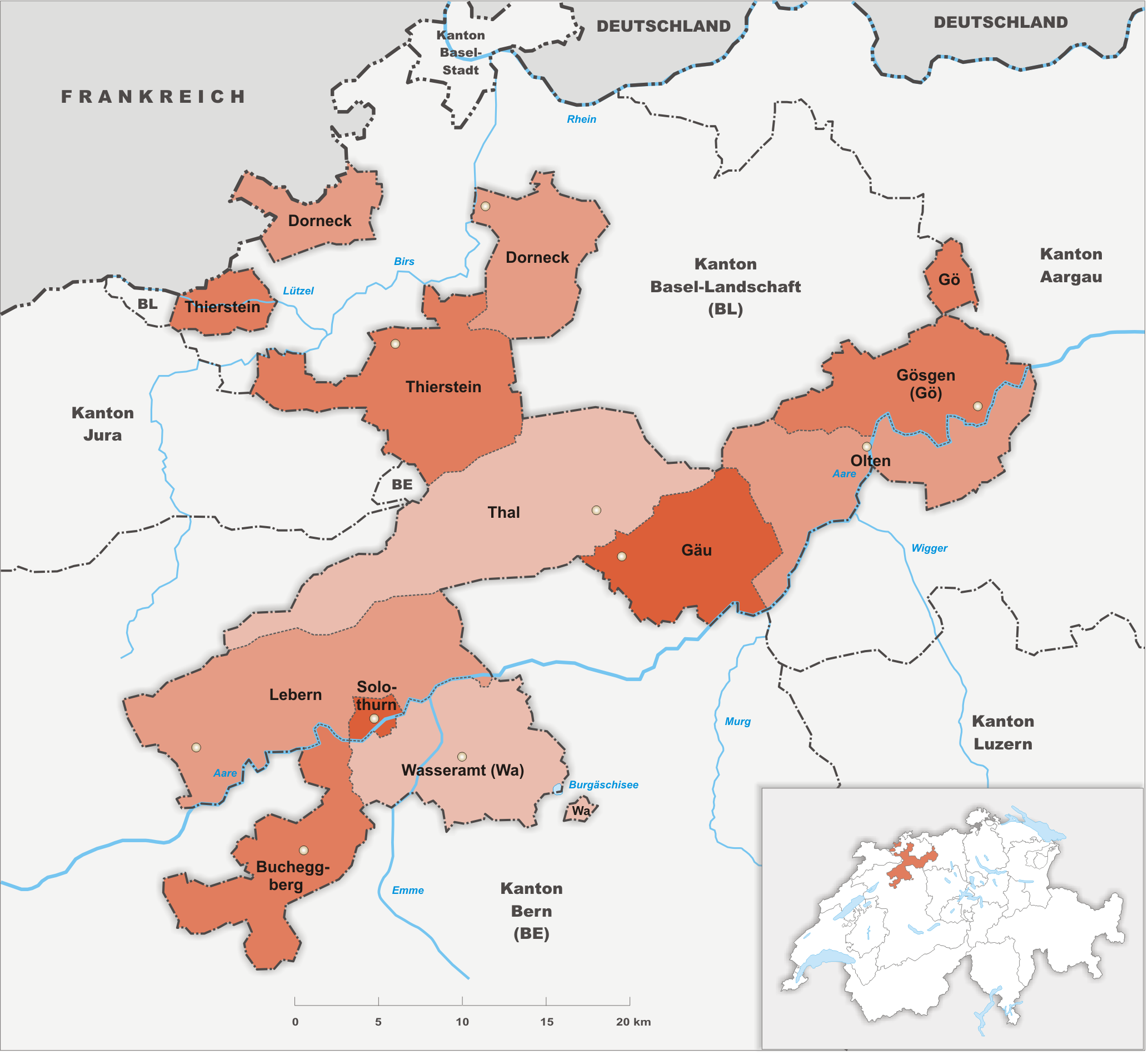
Bezirke des Kantons Solothurn

Der Kanton Solothurn ist in fünf Amteien unterteilt, die aus je zwei Bezirken bestehen. Die Amteien sind die dezentralen Verwaltungseinheiten der Kantonsverwaltung (zum Beispiel Amtsschreibereien, Oberämter, regionale Steuerveranlagung) und der Gerichtsorganisation und als solche ohne innere Autonomie. Mit dem Amtsgericht ist die Amtei auch die kleinste Stufe der Gerichtsbarkeit des Kantons. Jede Amtei ist in zwei Bezirke geteilt, die früher als Wahlkreise fungierten. Seit der im Jahr 2005 in Kraft getretenen Zusammenlegung der Wahlkreise auf der Ebene der Amteien dienen die Bezirke nur noch für statistische Zwecke.
- Bucheggberg-Wasseramt
  - Bucheggberg (ländlich, zu einem grossen Teil vom Kanton Bern umgeben)
  - Wasseramt (Industriestandorte sowie ländlichere Gemeinden)
- Dorneck-Thierstein, bekannt als Schwarzbubenland, lässt sich teilweise (besonders Dornach) der Agglomeration Basel zuordnen
  - Dorneck
  - Thierstein
- Thal-Gäu
  - Thal (ländliches Juratal)
  - Gäu (viele Logistikbetriebe an A1 und A2)
- Olten-Gösgen
  - Olten (Stadt und Umgebung von Olten)
  - Gösgen (an der Grenze zu den Kantonen Aargau und Baselland)
- Solothurn-Lebern
  - Solothurn (ausschliesslich die Stadt Solothurn)
  - Lebern (die Stadt und Umgebung Grenchen, ein Teil der Umgebung der Stadt Solothurn und einige ländliche Juragemeinden)

### Parteiensystem
Der Kanton Solothurn ist eine traditionelle Hochburg der FDP (im Kanton als «die Gelben» bezeichnet), deren Wähleranteil in den letzten Jahrzehnten aber stark geschrumpft ist. In den katholischen ländlichen Gebieten ist auch die CVP («die Schwarzen», seit 2022 Die Mitte) stark. Die SP («die Roten») besass ihre Hochburgen vor allem in den Industriestandorten im Wasseramt und im Bezirk Gösgen, verlor jedoch dort in den Achtziger- und Neunzigerjahren Stimmen. Die höchsten Stimmenanteile erreicht sie heute in den Städten und deren Umland. Die erst in den 1990er-Jahren gegründete SVP tritt vor allem als Protestbewegung in Erscheinung, wobei sie kontinuierlich an Parlamentsmandaten hinzugewinnt. In den Neunzigerjahren war die rechtspopulistische Freiheits-Partei (FPS) recht stark, ist jedoch heute vollständig in der SVP aufgegangen. Die Solothurner Grünen entstanden Ende der 1980er-Jahre aus der Linksaussenpartei POCH. Anfang der 2000er-Jahre wären sie beinahe untergegangen (bei den Kantonsratswahlen 2001 kandidierten sie lediglich in einem Bezirk), konnten sich danach aber wieder erholen und sind seit 2017 gar im Regierungsrat vertreten. Seit einigen Jahren konnten sich auch die Grünliberalen im Kanton Solothurn etablieren, womit das Solothurner Parteiensystem heute dem gesamtschweizerischen ähnelt.

### Regionalpolitik
«Kanton der Regionen» wird der Kanton Solothurn gemeinhin genannt. In der Tat sind seine Grenzen sehr stark zerklüftet. Und der Jura bildet nicht bloss eine Wetterscheide, sondern trennt das «Schwarzbubenland», die beiden Bezirke Dorneck und Thierstein, vom übrigen Kantonsgebiet. Diese Region ist sprachlich, räumlich und wirtschaftlich stärker auf Basel als auf die Kantonshauptstadt hin ausgerichtet. Der Kantonsteil südlich des Juras wird weiter aufgeteilt in den auf Bern ausgerichteten «oberen Kantonsteil» (Bezirke Lebern, Solothurn, Bucheggberg, Wasseramt und Thal) und den auf Aarau ausgerichteten «unteren Kantonsteil» (Bezirke Gäu, Olten und Gösgen), wobei die Bezeichnungen durch die Flussrichtung der Aare bestimmt sind. Der Kanton betreibt eine ausgeprägte Regionalpolitik, um die Bindung all dieser Gebiete an den Kanton aufrechtzuerhalten.
Eine kantonale Volksabstimmung von 1986 zum neuen Berufsbildungszentrum (BBZ) in Grenchen (Bezirk Lebern), das nur knapp angenommen wurde, ergab überraschenderweise knappe bis sogar teils zustimmende Ergebnisse in den peripheren Bezirken Dorneck, Thierstein, Olten, Gösgen sowie deutlich ablehnende Ergebnisse in den näher bis nahe daran liegenden Bezirken Thal, Gäu und Wasseramt.

## Wirtschaft
Im Jahr 2011 betrug das Bruttoinlandsprodukt (BIP) pro Einwohner 66'646 Schweizer Franken. 2012 wurden 136'229 Beschäftigte im Kanton Solothurn gezählt, wovon 4'458 auf den primären (Urproduktion), 39'636 auf den sekundären (Industrie) und 92'135 auf den tertiären Sektor (Dienstleistung) entfielen. 17'817 Arbeitsstätten wurden 2012 im Kanton gezählt (davon 1'599 im primären, 3'154 im sekundären und 13'064 im tertiären Sektor). Die Arbeitslosenquote bezifferte sich per 30. Juni 2021 auf 2,8 Prozent gegenüber 2,8 Prozent auf eidgenössischer Ebene.
Durch die verkehrsgünstige Lage haben sich im Raum Olten/Gäu viele Transport- und Logistik-Firmen angesiedelt, so auch das Paketzentrum und das Briefpostzentrum der Schweizerischen Post in Härkingen und das Verteilzentrum der Migros in Neuendorf SO. In der Region Grenchen und Solothurn finden sich zahlreiche Unternehmen der Uhrenindustrie, Feinmechanik, Medizintechnik, Maschinen- und Apparatebau sowie Papier- und Stahlindustrie. Grenchen ist eines der grössten Zentren der Schweizer Uhrenindustrie. Weltweit bekannte Uhrenmarken wie Breitling und auch der weltweit grösste Uhrwerkhersteller ETA haben ihren Sitz in Grenchen. Das Schwarzbubenland im Norden ist nach Basel ausgerichtet und weist nebst der von Roll-Isola und der Swissmetal einige Pharma- und innovative Kunststoffbetriebe auf.
In Däniken befindet sich eines der vier Schweizer Kernkraftwerke, das KKW Gösgen. An der Aare produzieren einige Flusskraftwerke Strom. Das KKW Gösgen produziert etwa zehn Prozent des in der Schweiz erzeugten Stroms, was den Kanton Solothurn klar zu einem Netto-Stromexporteur macht.
Ein Blick in die Beschäftigungsstruktur des Kantons (Bundesamt für Statistik, 2007) zeigt den Bereich Gesundheit, Spital- und Sozialwesen mit der höchsten Beschäftigten-Zahl (mit jedoch mehr als 50 Prozent Teilzeit-Jobs), dann folgen Verkehr/Nachrichtenübermittlung (zum Beispiel SBB, Speditionsfirmen, Post, Swisscom), der Detailhandel (zum Beispiel die Grossverteiler oder Handelsketten), die Uhren-/Elektronikindustrie sowie das Baugewerbe auf dem fünften Rang. Das ist ungefähr die gleiche Beschäftigungsstruktur wie in der gesamten Schweiz, ausser dass dort der Uhren-/Elektronikbereich nicht in den ersten fünf Rängen auftaucht und stattdessen «unternehmensbezogene Dienstleistungen» (zum Beispiel Treuhandfirmen) einen vorderen Rang einnehmen. Bemerkenswert ist die Solothurner Beschäftigungsstruktur hinsichtlich der Staatsquote: Ein Vergleich mit den bezüglich Beschäftigtenzahl etwa gleich grossen Kantonen Basel-Landschaft, Freiburg, Graubünden, Neuenburg und Thurgau zeigt, dass Solothurn den kleinsten Anteil Staatsbeamte beschäftigt. Wird der Bereich Erziehung/Unterricht einbezogen, so ergibt sich ein ähnliches Bild. Einzig im Bereich Gesundheit und Sozialwesen liegt die Beschäftigtenzahl im Kanton Solothurn eher im oberen Durchschnitt der genannten Kantone.
Die Stadt Solothurn weist – als Dienstleistungszentrum – mit deutlichem Abstand den höchsten Anteil an Zupendlern im Kanton auf. Der industrialisierteste Bezirk ist Lebern, in dem der sekundäre Sektor nach wie vor eine etwas höhere Beschäftigtenzahl aufweist als der Dienstleistungssektor; wobei naturgemäss Grenchen am stärksten ins Gewicht fällt. Hochburgen hinsichtlich des Dienstleistungssektors sind nebst Solothurn vor allem Olten und der Bezirk Gäu mit seinen zahlreichen Logistik-Firmen.
Im Jahr 2020 wurde 16,7 Prozent der landwirtschaftlichen Nutzfläche des Kantons durch 180 Betriebe biologisch bewirtschaftet.

## Verkehr
Der Kantonsteil nördlich des Jura, das Schwarzbubenland, ist direkt nur durch den Passwang-Pass mit dem übrigen Kantonsgebiet verbunden. Die erste eigentliche Strasse über den Passwang stammt erst aus dem Jahr 1730, der Scheiteltunnel wurde Anfang des 20. Jahrhunderts erstellt.
Olten ist ein bedeutender Eisenbahn-Knotenpunkt, die Kreuzung der Schweizer Hauptstrecken Basel–Bern–Lötschberg, Basel–Luzern–Gotthard, Olten–Biel/Bienne–Neuenburg–Genf (Jurasüdfusslinie) und Zürich–Bern–Genf. Nebst dem Hauenstein-Tunnel bei Olten queren auch der Grenchenberg-Tunnel und der Weissenstein-Tunnel den Jura auf der Schiene, die beiden letzteren von der BLS betrieben.
Südwestlich von Olten liegt die Autobahnverzweigung Härkingen, wo die Autobahnen A1 Zürich–Bern und A2 Basel–Luzern zusammentreffen und gemeinsam das Kantonsgebiet in Richtung Verzweigung Wiggertal im Kanton Aargau verlassen. Der Belchen-Tunnel bei Hägendorf ist der wichtigste Solothurner Autotunnel durch den Jura. Bei Luterbach zweigt die Autobahn A5 Richtung Solothurn ab und führt über Grenchen nach Biel.
Der Bestand an immatrikulierten Motorfahrzeugen im Kanton Solothurn betrug 52'925 im Jahr 1970, 124'881 im Jahr 1990 und 189'506 im Jahr 2012, das heisst 568 Fahrzeuge pro 1000 Einwohner. Im Jahr 2012 wurden 13'123 neue Fahrzeuge in Verkehr gesetzt. Im Jahr 2023 lag der Motorisierungsgrad (Personenkraftwagen pro 1'000 Einwohner) bei 582.

## Bildung

### Schulsystem
Die Schüler im Kanton Solothurn besuchen nach dem zweijährigen Kindergarten zuerst während sechs Jahren die Primarschule. Diese acht Jahre bilden die Primarstufe. Nach drei Orientierungsarbeiten im sechsten Schuljahr der Primarschule wird zusammen mit dem Notendurchschnitt die Einteilung vorgenommen. Danach wechseln sie in die Sekundarstufe I und werden einem Anforderungsniveau der Sekundarschule (Sek) zugeteilt. Dies sind die Sek B (Basisanforderungen), die Sek E (erweiterte Anforderungen) und die Sek P (progymnasial). Die Sek B und E dauern drei Jahre, danach können die Jugendlichen mit einer Berufslehre beginnen. Die Sek P dauert zwei Jahre und wird von Jugendlichen besucht, die eine weiterführende Ausbildung auf der Sekundarstufe II anstreben. Die Kantonsschulen in Solothurn und Olten führen als Gymnasien die Schüler zur Hochschulreife (Maturität). An den Berufsbildungszentren Olten und Solothurn-Grenchen findet der Schulunterricht während der beruflichen Grundbildung zahlreicher Lehrberufe statt. Der Kanton führt für Absolvierende der Berufslehren in Zusammenarbeit mit einigen Nachbarkantonen die Fachhochschule Nordwestschweiz für den höheren Bildungsweg auf der Tertiärstufe.
Spezielle Förderung und Sonderschulung
Bis vor wenigen Jahren besuchten Kinder mit starken Lernschwächen die Kleinklasse und danach die Werkklasse. Schüler mit speziellem Förderungsbedarf, Behinderung sowie starken Verhaltensauffälligkeiten wurden vom Schulsystem ausgeschlossen und separiert.
Im Rahmen der Einführung des Lehrplans 21 und anderer pädagogischer Reformen werden diese Schüler heute in die regulären Klassen der Volksschule integriert. Um dieser starken Heterogenität gerecht zu werden, gibt es mehrere Förderangebote und Massnahmen. Zur speziellen bzw. integrativen Förderung gehören Begabungs- und Begabtenförderung, die schulische Heilpädagogik, das Angebot Deutsch für Fremdsprachige und die Logopädie. Schüler mit einer Behinderung werden durch diese Angebote gefördert und unterstützt. Der Bedarf nach so einer sonderpädagogischen Massnahme wird durch den schulpsychologischen Dienst aufgrund einer individuellen Verfügung abgeklärt.

### Bibliotheken
Der Kanton Solothurn führt gemeinsam mit der Einwohnergemeinde der Stadt Solothurn die Zentralbibliothek Solothurn. Sie erfüllt damit neben den Aufgaben einer Stadtbibliothek auch diejenigen einer Kantonsbibliothek. Ihr ist die Stelle der Kantonalen Bibliotheksbeauftragten angegliedert, die den Kontakt zwischen den Schulen und dem Bibliothekswesen sicherstellt und die Schul- und Gemeindebibliotheken des Kantons Solothurn fachlich berät.

## Gesundheitswesen
Die Solothurner Spitäler AG (soH) mit ihren Haupt-Standorten Olten, Solothurn und Dornach deckt die stationäre und teils ambulante Gesundheitsversorgung der Bevölkerung ab. Teil der soH sind auch die Psychiatrischen Dienste. In den Zentrumsspitälern bestehen Blutspende-Einrichtungen.

## Geschichte

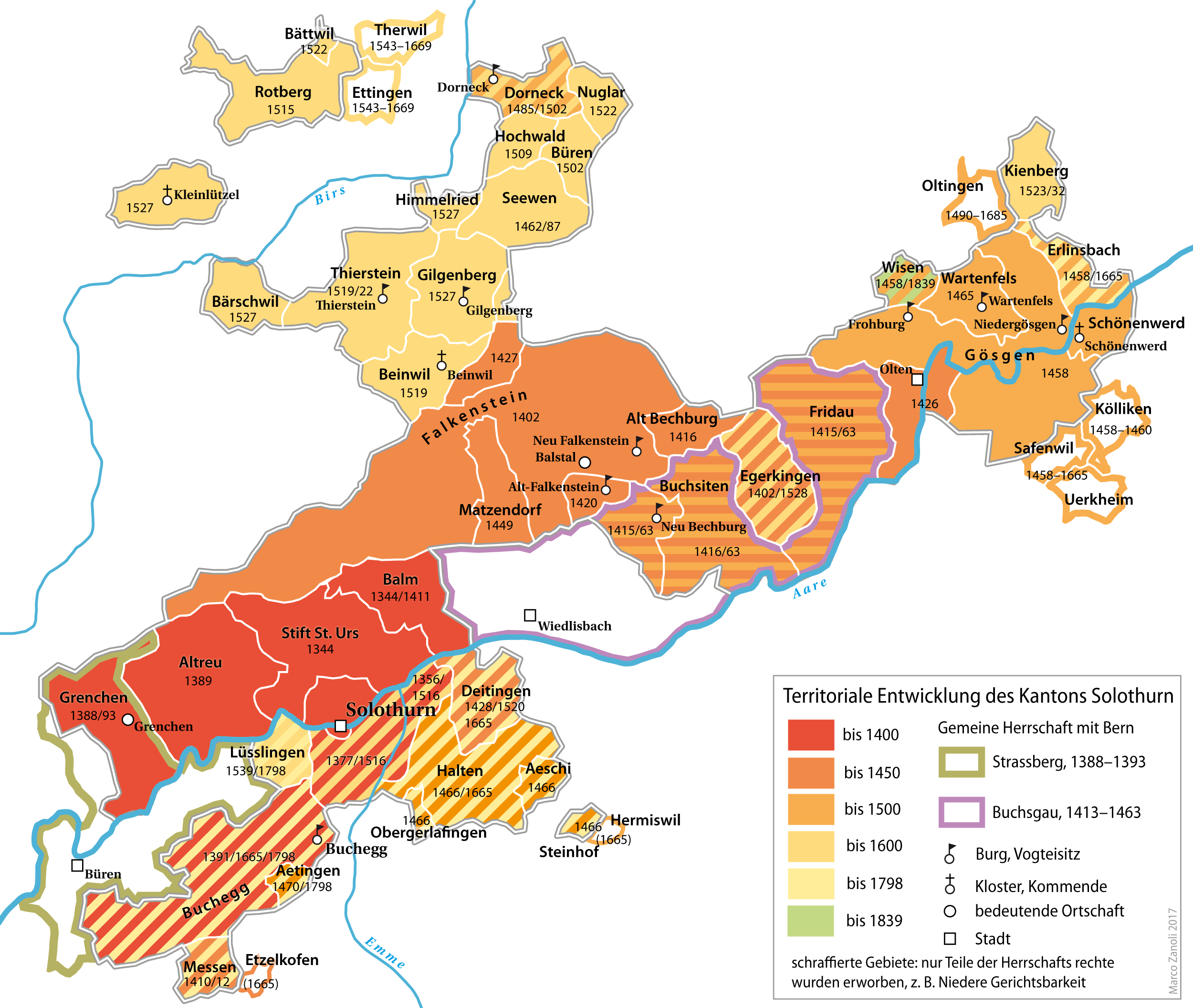
Karte der territorialen Entwicklung des Kantons Solothurn

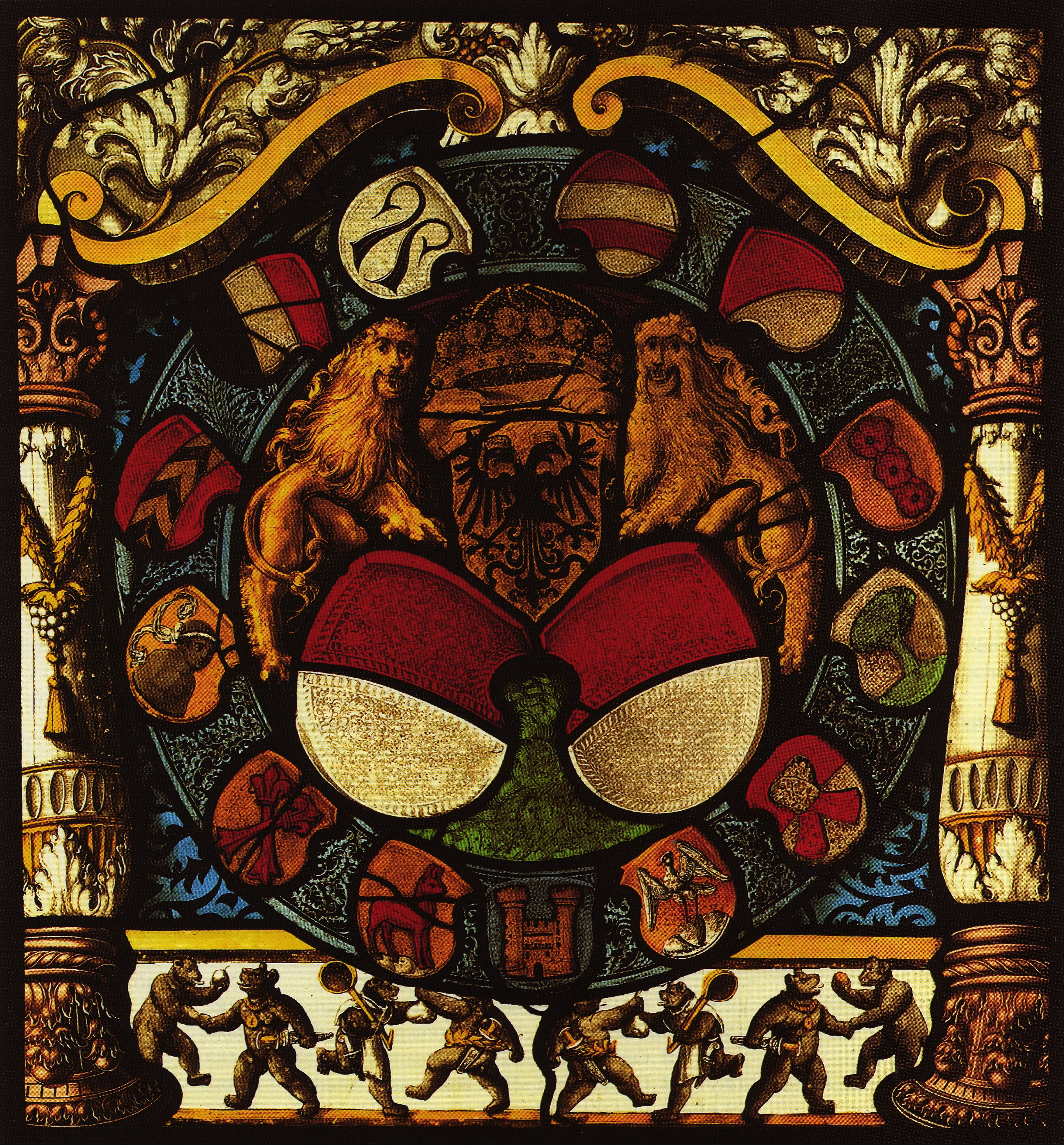
Solothurner Ämterscheibe aus dem 16. Jahrhundert

Solothurn (Salodurum) war zunächst Römischer vicus. Bis 1344 war es Stadtstaat und dehnte sich dann territorial aus. Im Jahr 1481 erfolgte der Beitritt zum eidgenössischen Bündnis. Im 16. Jahrhundert waren die heutigen Kantonsgrenzen etwa erreicht. Im 17. und 18. Jahrhundert herrschte in Solothurn die aristokratische Staatsform.
Nach dem Sturz der Aristokratie erfolgte zwischen 1798 und 1830 eine sukzessive Demokratisierung und Liberalisierung. Im Jahr 1841 wurden alle Wahl-Vorrechte der Stadt Solothurn beseitigt. Im Jahr 1848 erfolgte der Beitritt zum neuen Bundesstaat. 1869 wurde die direkte Demokratie eingeführt und 1971 das Frauenstimm- und -wahlrecht.